# Nalchity
Nalchity är ett underdistrikt i Bangladesh. Det ligger i den södra delen av landet, 120 km söder om huvudstaden Dhaka.
Trakten runt Nalchity består till största delen av jordbruksmark. Runt Nalchity är det mycket tätbefolkat, med 1 361 invånare per kvadratkilometer.